# 分水崙戰役
分水崙戰役，又名三峽戰役或分水崙大捷，為1895年乙未戰爭中發生於今新北市三峽區分水崙的一場戰役，日軍近衛師團坊城後章少佐率軍894名沿土地公坑溪谷欲前往大嵙崁（今桃園市大溪區）支援時，遭到三角湧義勇軍包圍伏擊。經兩晝夜血戰後，日軍死傷達數百人。

## 背景
1895年4月，清廷因甲午戰爭戰敗，簽下了馬關條約，將台灣、澎湖割讓給日本。為圖自救，台灣官員與士紳推動成立台灣民主國。同年5月29日，日軍近衛師團登陸澳底，爆發乙未戰爭。6月11日，日軍進駐臺北。6月下旬，日軍在推進至桃園、新竹的過程中，遭遇以胡嘉猷、吳湯興、姜紹祖、徐驤為首的客籍民勇伏擊，勢力稍挫。

## 過程
7月10日，近衛師團長北白川宮能久親王命令山根信成少將率領一部分臺北地區的部隊於12日出發，從大嵙崁溪兩岸及兵站線，分三路前進，預定三日後在龍潭坡會合，再前進到達新竹支援。山根信成少將接獲命令後，派遣步兵第三聯隊第二大隊（隊長為少佐坊城後章伯爵），配置一個工兵小隊，沿大嵙崁溪前進。坊城隊於7月12日自台北出發，當晚宿營於三角湧。
7月13日凌晨4時半，日軍坊城後章少佐率軍894名沿土地公坑溪谷欲前往大嵙崁。7時10分，在分水崙附近遭到三角湧義勇軍利用土地公坑溪谷狹長地形（長約3公里，寬約150公尺，深約200公尺），進行袋形戰術圍擊。江國輝率眾於分水崙攔截，蘇力將主力集中於谷地出口圍困日軍，日軍因陣線拉長而前後無法顧及，後來由居民羅金率四名日軍化裝成乞丐逃出求援」並引導日軍山根少將由龍潭前往大嵙崁增援。
7月14日，日軍增兵七百名，沿福德坑進水崙，大嵙崁義軍分五哨，由王亮、劉唐、游通、簡玉保、黃希隆等率領迎戰，三日後日軍登龍山寺山，義軍不支，移師娘子坑口，並在尾寮布防，日軍破分水崙後燒永福里民家。
7月16日下午二時，支隊本隊山根信成少將率援軍趕到大嵙崁，三角湧義勇軍因後方（即大嵙崁）被日軍襲擊，義勇軍便撤退回大嵙崁，包圍陣勢被破，坊城後章率隊脫困，與山根信成支隊會合。此役日軍死傷數百人，而義軍僅傷亡數十人，史稱「分水崙戰役」。
7月19日，山根信成少將獲令率隊於台北前去，自枋橋、土城、大嵙崁、三角湧沿路進行無差別屠殺。

## 影響與評價
在乙未戰爭中，「分水崙戰役」是日軍入主台北城後，規模最大，戰鬥最慘烈的一役。而在稍早發生，且較快結束的「隆恩埔戰役」中，日軍水路運送隊幾乎全隊覆滅，僅有4名兵卒倖免脫逃。此兩役可謂讓日本人知道台灣人民抗日決心的決定性戰役。

## 相關作品
- 小說《日出三角湧》，王湘琦著，台灣，聯合文學出版社，2018年1月